# Црнобори, Мария
Мария Црнобори (серб. Marija Crnobori; 1 октября 1918, Баньоле близ Пула Австро-Венгрия (ныне Хорватия) — 21 октября 2014, Белград) — сербская и югославская актриса театра и кино, театральный деятель.

## Биография
В 1939—1941 годах обучалась в драматической школе в Загребе.
В 1941—1946 годах выступала на сцене Хорватского Национального театра в Загребе, в 1946—1947 году — театра в г. Риека, с 1947 года — актриса Югославского драматического театра в Белграде.
В 1956 году была одним из организаторов белградского экспериментального театра «Ателье 212». Покорила публику своим актёрским талантом, в течение сорока пяти лет играла в произведениях Чехова, Шиллера, Шекспира, Крлежи, Стриндберга, Ибсена, Сартра.
С 1948 года снималась в кино, с 1961 года — в телефильмах. Сыграла в 25 кино- и телефильмах.

## Избранная фильмография
- 1948 — Софка / Sofka —Тодора
- 1949 — Рассказ о фабрике / Prica o fabrici —Мария, текстильщица
- 1951 — Последний день / Последњи дан —Эмма, доктор
- 1953 — Буря / Nevjera —Ела Лединич (озвучание — Ада Войцик)
- 1957 — В чужом краю / Туђа земља
- 1957 — Кровавая рубашка / Крвава кошуља
- 1958 — Буря / Tempest —эпизод
- 1966 — Громовержец и Виннету —немка Джоанна
- 1966 — Виннету и полукровка Апаначи —Мине-Юта, мать Апаначи
- 1984 — Лазарь / Лазар

Автор книги воспоминаний «Мир действия» (1991) и «Животич» (2011), сборника сочинений о театре, написанных в 1952—2004 годах.

## Награды
- Федеральная премия СФРЮ (1949) за исполнение роли Сони в пьесе А. П. Чехова «Дядя Ваня».
- «Октябрьская награда», Белград, Югославия (1960)
- Премия Стерии за актёрские достижения (1968)
- Премия Марко Марулича (1971)
- Премия Маре Болот (1971)
- Премия «Седьмого июля» Социалистической Республики Сербия (1976)
- Сретенский орден III степени (2013)[1]